# Китахиросима (посёлок)
Китахиросима (яп. 北広島町 Китахиросима-тё:) — посёлок в Японии, находящийся в уезде Ямагата префектуры Хиросима. Площадь посёлка составляет 646,24 км², население — 19 309 человек (1 июля 2014), плотность населения — 29,88 чел./км².

## Географическое положение
Посёлок расположен на острове Хонсю в префектуре Хиросима региона Тюгоку. С ним граничат города Хиросима, Акитаката, Масуда, Хамада и посёлки Акиота, Онан.

## Население
Население посёлка составляет 19 309 человек (1 июля 2014), а плотность — 29,88 чел./км². Изменение численности населения с 1980 по 2005 годы:
| 1980 | 23 743 чел. |  |
| 1985 | 23 183 чел. |  |
| 1990 | 22 926 чел. |  |
| 1995 | 22 458 чел. |  |
| 2000 | 21 929 чел. |  |
| 2005 | 20 857 чел. |  |